# NGC 2779
NGC 2779 is een balkspiraalstelsel in het sterrenbeeld Lynx. Het hemelobject werd op 13 maart 1850 ontdekt door Johnstone Stoney, assistent van de Ierse astronoom William Parsons.

## Synoniemen
- MCG 6-20-44
- ZWG 180.55
- PGC 25958